# Hợp Đồng
Hợp Đồng là một xã thuộc huyện Chương Mỹ, thành phố Hà Nội, Việt Nam.

## Địa lý
Xã Hợp Đồng nằm ở vị trí trung tâm huyện Chương Mỹ, có vị trí địa lý:
- Phía bắc giáp xã Đại Yên
- Phía tây giáp xã Tốt Động
- Phía bắc giáp xã Lam Điền và Hoàng Diệu
- Phía bắc giáp xã Quảng Bị.

## Kinh tế - xã hội
Xã Hợp Đồng là một xã có nền kinh tế trung bình, có ít nghề phụ. Những năm trước đây người dân có tham gia phát triển nghề mây giang đan, nhưng những năm 2010 thu nhập vào nghề này có phần giảm. Một số người dân tiếp tục tham gia đan các sản phẩm nhựa, sợi.... Nổi bật là một số cá nhân tham gia đầu tư làm kinh tế vườn ao chuồng (VAC) có thu nhập đáng kể, tạo thêm việc làm cho người dân tại đây. Một số người mạnh dạn hơn còn đâu tư vào thú chơi cây cảnh, một phần vì yêu thích, một phần muốn có thu nhập ổn định, lâu dài. Số lượng thành viên làm kinh tế từ cây cảnh đang tăng dần, nhiều thành viên có nghiệp vụ nhưng vì số vốn quá ít ỏi, trong khi cây cảnh đang đắt giá, mặt bằng nuôi cây lại không có.